# Фрак
Фрак (на френски: frac, на английски: tail coat, white tie) е част от мъжкото официално облекло. Смята се за едно от най-празничните официални облекла. Облича се при празнични случаи като държавен прием, официална сватба или бал и представлява вид сако с особена кройка – силно вталено, късо отпред и с удължени разделени поли отзад. Предната част на сакото е къса и вталена. Отзад дължината му стига до сгъвката на коляното (наподобява оперението на лястовица и жаргонно се е наричал „лястовича опашка“). Реверите са удължени и обикновено от сатен. Особеност на фрака е, че се носи отворен. Така изпъкват ризата, бялата папионка и бялата (с едноредо или двуредно закопчаване) жилетка с блестящи копчета, с които се носи. Копчетата обикновено са изработени от седеф или благородни метали и дори се украсяват със скъпоценни камъни. Панталонът е тесен с висок колан и по страничния ръб има два копринени галона (панталонът към смокинга има един, а този към фрака - два, т.е. двоен галон). Стандартни са черни лачени обувки от естествена кожа. Тънките копринени чорапи в тъмен цвят с дължина до коляното дооформят изискания вид. В миналото фракът се е носел и в съчетание с цилиндър и бели ръкавици.
Фракът е задължителен при официални приеми в посолствата и при връчването на Нобеловите награди.